# Club Deportivo Ibiza Islas Pitiusas
El Club Deportivo Ibiza Islas Pitiusas, conegut com a Ibiza Islas Pitiusas, Ibiza IP o simplement Eivissa, és un equip de futbol balear amb seu a la ciutat d'Eivissa, a la comunitat autònoma de les Illes Balears. Fundat l'any 2012, juga a Segona Federació, i celebra els partits a casa a l'Estadi Municipal de Can Misses, amb una capacitat de 4.500 localitats.

## Temporada a temporada
Font: 
| Temporada | Nivell | Divisió    | Lloc    | Copa del Rei  |
| --------- | ------ | ---------- | ------- | ------------- |
| 2013–14   | 5      | Reg. Pref. | 10è     |               |
| 2014–15   | 5      | Reg. Pref. | 5è      |               |
| 2015–16   | 5      | Reg. Pref. | 2n      |               |
| 2016–17   | 5      | Reg. Pref. | 2n      |               |
| 2017–18   | 5      | Reg. Pref. | 1r      |               |
| 2018–19   | 4      | 3a         | 5è      |               |
| 2019–20   | 4      | 3a         | 2n      |               |
| 2020–21   | 4      | 3a         | 1r / 1r | Primera ronda |
| 2021–22   | 4      | 2a RFEF    | 6è      | Primera ronda |
| 2022–23   | 4      | 2a Fed.    | 16è     | Round of 32   |
| 2023–24   | 4      | 3a Fed.    |         |               |

- 2 temporades a Segona Federació /Segona Divisió RFEF
- 3 temporades a Tercera Divisió
- 1 temporada a Tercera Federació